# Consolación del Sur
Consolación del Sur è un comune di Cuba, situato nella provincia di Pinar del Río. 
Nel territorio comunale è presente il villaggio di Entronque de Herradura.